# Per Nyström (motorcykelförare)
Per Artur Nyström, född 15 juni 1907 i Trollhättans församling, död 6 november 1988 i San Diego, Kalifornien, var en svensk motorcykelförare. Han var under slutet av 1920-talet en av Sveriges mest framgångsrika förare, särskilt i sidvagnsklassen och bror till Algot och Magnus Nyström. 
Nyström, som var verksam som ingenjör i Trollhättan, körde uteslutande Norton, och satte den 27 januari 1929 på Edsviken svenska rekord i klass D med 177,690 km/h och i klass F med 156,726. Bland hans segrar i sidvagnsklassen märks främst Majtävlingen 1927, 1928 och 1929 samt svenska mästerskapet i backe 1929. Han tillhörde det segrande svenska laget vid nordiska mästerskapet i backe 1928 och 1929 samt innehade flera backrekord. Nyström slutade tävla efter en olyckshändelse under ett rekordförsök i februari 1930.